# Trauerzirpe
Die Trauerzirpe (Neoaliturus fenestratus) ist eine Zwergzikade aus der Unterfamilie der Zirpen (Deltocephalinae). Der Namenszusatz fenestratus leitet sich von dem lateinischen Begriff für Fenster oder Öffnung ab und bezieht sich offenbar auf die teils durchscheinenden Flecke nahe dem Flügelende. 

## Merkmale
Die Trauerzirpe hat eine Länge von 2,8–3,4 mm. Die Zikaden sind blauschwarz oder bräunlich gefärbt. Die Vorderflügel besitzen ein charakteristisches Fleckenmuster. Mehrere rundliche weiße, hyaline Flecke nahe dem hinteren Flügelende bilden ein Querband. Die Tibien und Tarsen sind blassgelb gefärbt. 

## Verbreitung
Die Zikadenart ist in der Paläarktis heimisch. Sie kommt in Mittel- und Südeuropa vor. Ihr Vorkommen reicht von Dänemark im Norden bis in den Mittelmeerraum und nach Nordafrika. Auf den Kanarischen Inseln ist die Art ebenfalls vertreten. Nach Osten erstreckt sich das Vorkommen über den Nahen und Mittleren Osten, über den indischen Subkontinent bis in den Fernen Osten (Japan). In Deutschland kommt die Zikadenart hauptsächlich im Süden vor.

## Lebensweise
Die Trauerzirpe gilt als xerothermophil, das heißt, sie bevorzugt trockene warme Lebensräume wie Trockenrasen-Biotope. Die Art bildet gewöhnlich zwei Generationen im Jahr. Die Zikaden der Sommergeneration beobachtet man von Ende Juni bis August, die der Wintergeneration erscheinen Anfang September, überwintern und treten anschließend noch bis in den Mai auf. Die Wirts- und Nahrungspflanzen der Zikaden bilden rosettenbildende Korbblütler. Zu diesen zählt der Steifhaarige Löwenzahn (Leontodon hispidus), die Färberdistel (Carthamus tinctorius) sowie die Saat-Wucherblume (Glebionis segetum).

## Bilder

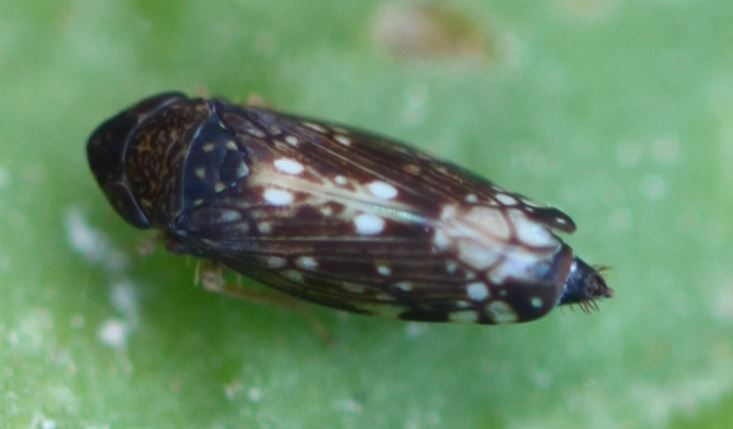
Bräunliche Form
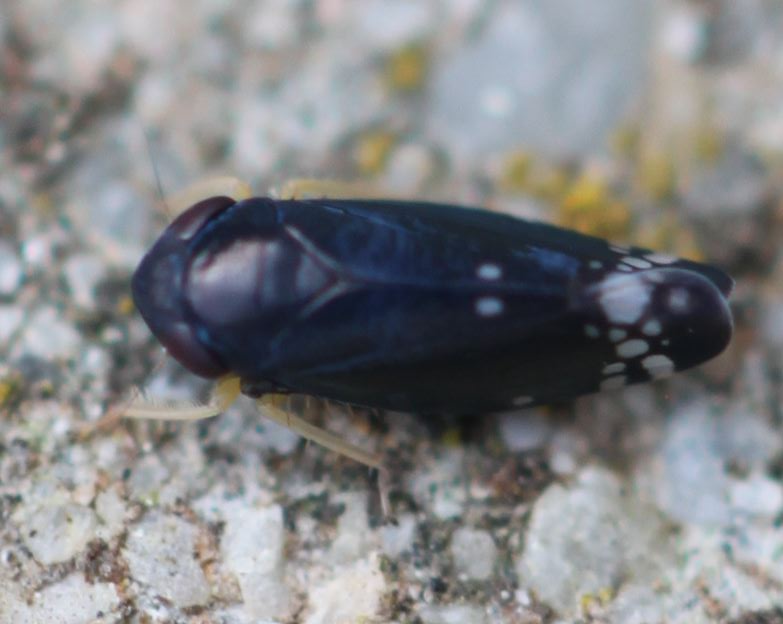
Blauschwarze Form
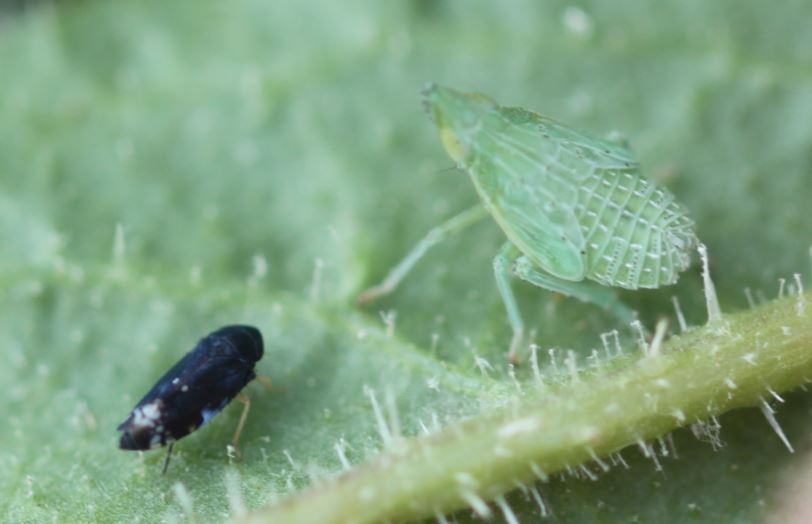
Größenvergleich mit Dictyophara europaea-Nymphe